# Alex Yoong
Alexander Charles Loong Yoong (* 20. července 1976, Kuala Lumpur, Malajsie) je malajsijský automobilový závodník. Je čínského a britského původu. Stal se také trojnásobným mistrem Malajsie ve vodním lyžování.

## Kariéra před formulí 1
Začal závodit v roce 1994 v Formuli Asia, kde obsadil 3. místo ve své první sezoně a v roce 1995 druhé místo. Poté odešel do Evropy, konkrétně do britské Formule Renault, kde v sezoně 1996 získal 12. místo. V letech 1997 – 1999 závodil v britské formuli 3 a roku 1999 ve formuli 3000, avšak nedosáhl zde velkých úspěchů. Pro sezony 2000 a 2001 se vrátil do Asie, kde závodil ve formuli Nippon.

## Formule 1
V roce 2001 debutoval ve formuli 1 za tým Minardi při Grand Prix Itálie 2001 (spolu s českým pilotem Tomášem Engem). V týmu nahradil pomalého Brazilce Tarsa Marquese a jezdil po boku pozdějšího mistra světa Fernanda Alonsa. Absolvoval tři závody, z nichž dva nedokončil pro technickou závadu, při Grand Prix Japonska 2001 obsadil 16. místo. Vždy startoval z posledního, 22. místa.
Pro sezonu 2002 zůstal v týmu Minardi, ovšem dostal nového týmového kolegu, Marka Webbera. Třikrát se nedokázal kvalifikovat, jeho nejlepším výsledkem byla Grand Prix Austrálie 2002, kde obsadil 7. pozici. Pro dva závody (GP Maďarska a GP Belgie) byl z výkonnostních důvodů vystřídán Anthony Davidsonem, ale pro zbytek sezony byl znovu angažován hlavně díky přílivu peněz od sponzorů.

## Kompletní výsledky ve Formuli 1
| Legenda k tabulce | Legenda k tabulce                                                                       |
| Barva             | Výsledek                                                                                |
| ----------------- | --------------------------------------------------------------------------------------- |
| Zlatá             | Vítěz                                                                                   |
| Stříbrná          | 2. místo                                                                                |
| Bronzová          | 3. místo                                                                                |
| Zelená            | Bodované umístění                                                                       |
| Modrá             | Nebodované umístění                                                                     |
| Modrá             | Dokončil neklasifikován (NC)                                                            |
| Fialová           | Odstoupil (Ret)                                                                         |
| Červená           | Nekvalifikoval se (DNQ)                                                                 |
| Červená           | Nepředkvalifikoval se (DNPQ)                                                            |
| Černá             | Diskvalifikován (DSQ)                                                                   |
| Bílá              | Nestartoval (DNS)                                                                       |
| Bílá              | Závod zrušen (C)                                                                        |
| Světle modrá      | Pouze trénoval (PO)                                                                     |
| Světle modrá      | Páteční testovací jezdec (TD)                                                           |
| Bez barvy         | Netrénoval (DNP)                                                                        |
| Bez barvy         | Vyřazen (EX)                                                                            |
| Bez barvy         | Nepřijel (DNA)                                                                          |
| Bez barvy         | Odvolal účast (WD)                                                                      |
| Bez barvy         | Nezúčastnil se (prázdné)                                                                |
| Označení          | Význam                                                                                  |
| Tučnost           | Pole position                                                                           |
| Kurzíva           | Nejrychlejší kolo                                                                       |
| †                 | Jezdec nedojel do cíle, ale byl klasifikován, protože odjel více než 90 % délky závodu. |
| ‡                 | Byl udělován poloviční počet bodů, protože bylo odjeto méně než 75 % délky závodu.      |
| Horní index       | Umístění bodujících jezdců ve sprintu                                                   |

| Rok  | Tým                 | Šasi          | Motor        | 1     | 2       | 3      | 4       | 5       | 6       | 7       | 8      | 9       | 10      | 11     | 12      | 13  | 14  | 15      | 16      | 17      | Body | Umístění  |
| ---- | ------------------- | ------------- | ------------ | ----- | ------- | ------ | ------- | ------- | ------- | ------- | ------ | ------- | ------- | ------ | ------- | --- | --- | ------- | ------- | ------- | ---- | --------- |
| 2001 | European Minardi F1 | Minardi PS01B | European V10 | AUS   | MAL     | BRA    | SMR     | ESP     | AUT     | MON     | CAN    | EUR     | FRA     | GBR    | GER     | HUN | BEL | ITA Ret | USA Ret | JPN 16  | 0    | 26. místo |
| 2002 | KL Minardi Asiatech | Minardi PS02  | Asiatech V10 | AUS 7 | MAL Ret | BRA 13 | SMR DNQ | ESP DNS | AUT Ret | MON Ret | CAN 14 | EUR Ret | GBR DNQ | FRA 10 | GER DNQ | HUN | BEL | ITA 13  | USA Ret | JPN Ret | 0    | 20. místo |

## Kariéra po formuli 1
V roce 2003 závodil v americké sérii Champ Car a obsadil 23. místo. V letech 2004 – 2007 se věnoval převážně sportovním vozům (V8 Supercar v Austrálii, Le Mans Series). V roce 2007 obsadil v 24 hodin Le Mans 8. místo spolu s Janem Charouzem a Stefanem Mückem. V letech 2006 – 2008 reprezentoval svou zemi v A1 Grand Prix, a s Yoongovým přispěním dokázala Malajsie vybojovat 5. místo v roce 2006, 6. místo v roce 2007 a 15. místo v roce 2008. V roce 2009 závodil v GP2 Asia Series, kde obsadil 25. místo.